# Plan B Entertainment
Plan B Entertainment es una compañía estadounidense de producción cinematográfica fundada por Brad Pitt, Brad Grey, y Jennifer Aniston. En 2006, Pitt se convirtió en el único dueño; La compañía actualmente mantiene acuerdos de distribución con Paramount Pictures, así como con Warner Bros. y 20th Century Studios.

## Filmografía
- Troya (2004)
- Charlie y la fábrica de chocolate (2005)
- The Departed (2006)
- Recortes de mi vida (Running with Scissors) (2006)
- Year of the Dog (2007)
- A Mighty Heart (2007)
- El asesinato de Jesse James por el cobarde Robert Ford (2007)
- La vida privada de Pippa Lee (The Private Lives of Pippa Lee) (2009)
- La mujer del viajero en el tiempo  (The Time Traveler's Wife) (2009)
- Kick-Ass (2010)
- Eat Pray Love (2010)
- El árbol de la vida (The Tree of Life) (2011)
- Moneyball (2011)
- Mátalos suavemente (Killing Them softly) (2012)
- Guerra mundial Z (World War Z) (2013)
- Kick-Ass 2 (2013)
- 12 Years a Slave (2013)
- Selma (2014)
- True Story (2015)
- La gran apuesta (The Big Short) (2015)
- Voyage of Time (2016) Documental
- Moonlight (2016)
- The Lost City of Z (2016)
- Voyage of Time (2016)
- War Machine (2017)
- Okja (2017)
- Brad's Status (2017)
- Beautiful Boy (2018)
- If Beale Street Could Talk (2018)
- Vice (2018)
- The Last Black Man in San Francisco (2019)
- Ad Astra (2019)
- The King (2019)
- Irresistible (2020)
- Kajillionaire (2020)
- Minari (2020)
- El padre de la novia (2022)
- Blonde (2022)
- She Said (2022)
- Mickey 17 (2024)
- F1 (película) (2025)

## Televisión
- Pretty/Handsome (TV) (2008)
- Resurrection (TV) (2014-2015)
- Deadbeat (TV) (2014-2016)
- Nightingale (TV) (2014)
- The Normal Heart (TV) (2014)

### Premios Oscar
| Año  | Categoría      | Película            | Resultado |
| ---- | -------------- | ------------------- | --------- |
| 2023 | Mejor película | Ellas hablan        | TBA       |
| 2021 | Mejor película | Minari              | Candidato |
| 2019 | Mejor película | Vice                | Candidato |
| 2017 | Mejor Película | Moonlight           | Ganador   |
| 2016 | Mejor película | La gran apuesta     | Candidato |
| 2015 | Mejor película | Selma               | Candidato |
| 2014 | Mejor Película | 12 Years a Slave    | Ganador   |
| 2012 | Mejor película | El árbol de la vida | Candidato |
| 2012 | Mejor película | Moneyball           | Candidato |
| 2007 | Mejor Película | The Departed        | Ganador   |

.

## Premios BAFTA
| Año  | Categoría      | Película         | Resultado |
| ---- | -------------- | ---------------- | --------- |
| 2014 | Mejor película | 12 Years a Slave | Ganador   |
| 2006 | Mejor película | The Departed     | Candidato |

## Globos de Oro
| Año  | Categoría              | Película         | Resultado |
| ---- | ---------------------- | ---------------- | --------- |
| 2014 | Mejor película - Drama | 12 Years a Slave | Ganador   |
| 2006 | Mejor película - Drama | The Departed     | Candidato |